# Nothobranchius kardashevi
Nothobranchius kardashevi är en art av årstidsfisk som är endemisk för området i och omkring Katuma-floden i Katavi nationalpark i västra Tanzania. Honor av Nothobranchius kardashevi blir upp till 3,4 cm och hanarna upp till och med 3,8 cm långa, exklusive den cirka 1 cm långa stjärtfenan.

## Etymologi
Släktnamnet är sammansatt av grekiska nothos: "falsk", "oäkta", och branchia: "gälar". Uttal: [no:tho:br’aηki”θss]. Namnet kommer av ett extra par membran utan syreupptagningsförmåga, som ligger mellan gällocket och gälarna. Artepitetet har den fått efter akvaristen Kiril Kardashev från Dupnitsa (ibland stavat Dupnica) i Bulgarien, som var den första att upptäcka och insamla arten.